# Teror
Teror è un comune spagnolo di 12 042 abitanti situato nella comunità autonoma delle Canarie. In Teror è la Basilica della Virgen del Pino, patrona dell'isola di Gran Canaria.

## Amministrazione

### Gemellaggi
- Candelaria (Canarie)
- Nava
- Breña Alta
- Niebla
- Valleseco
- Adeje
- Vinuesa
- Tinajo
- Santiago di Cuba

## Galleria d'immagini

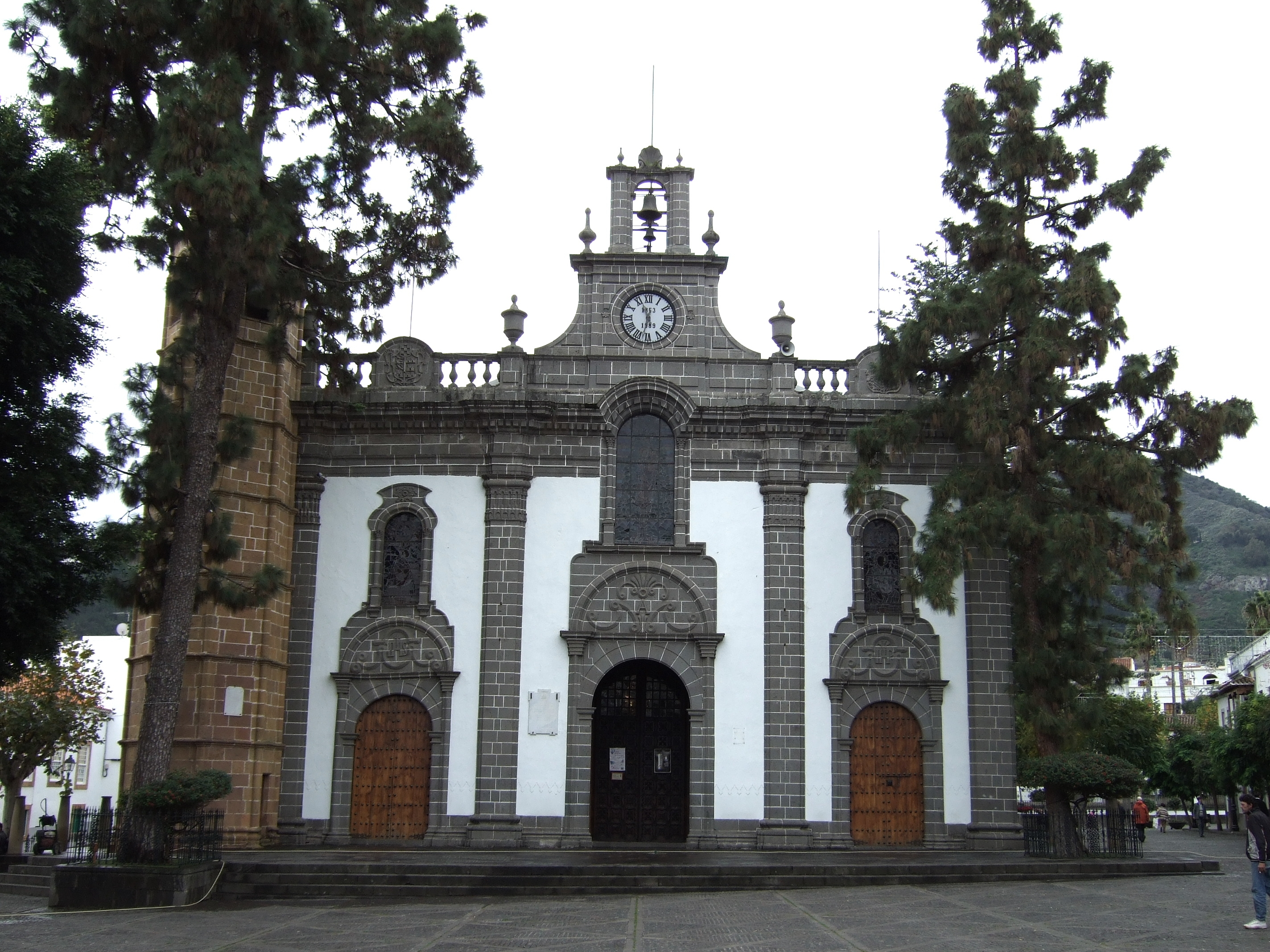
Basilika "Nuestra Señora del Pino"
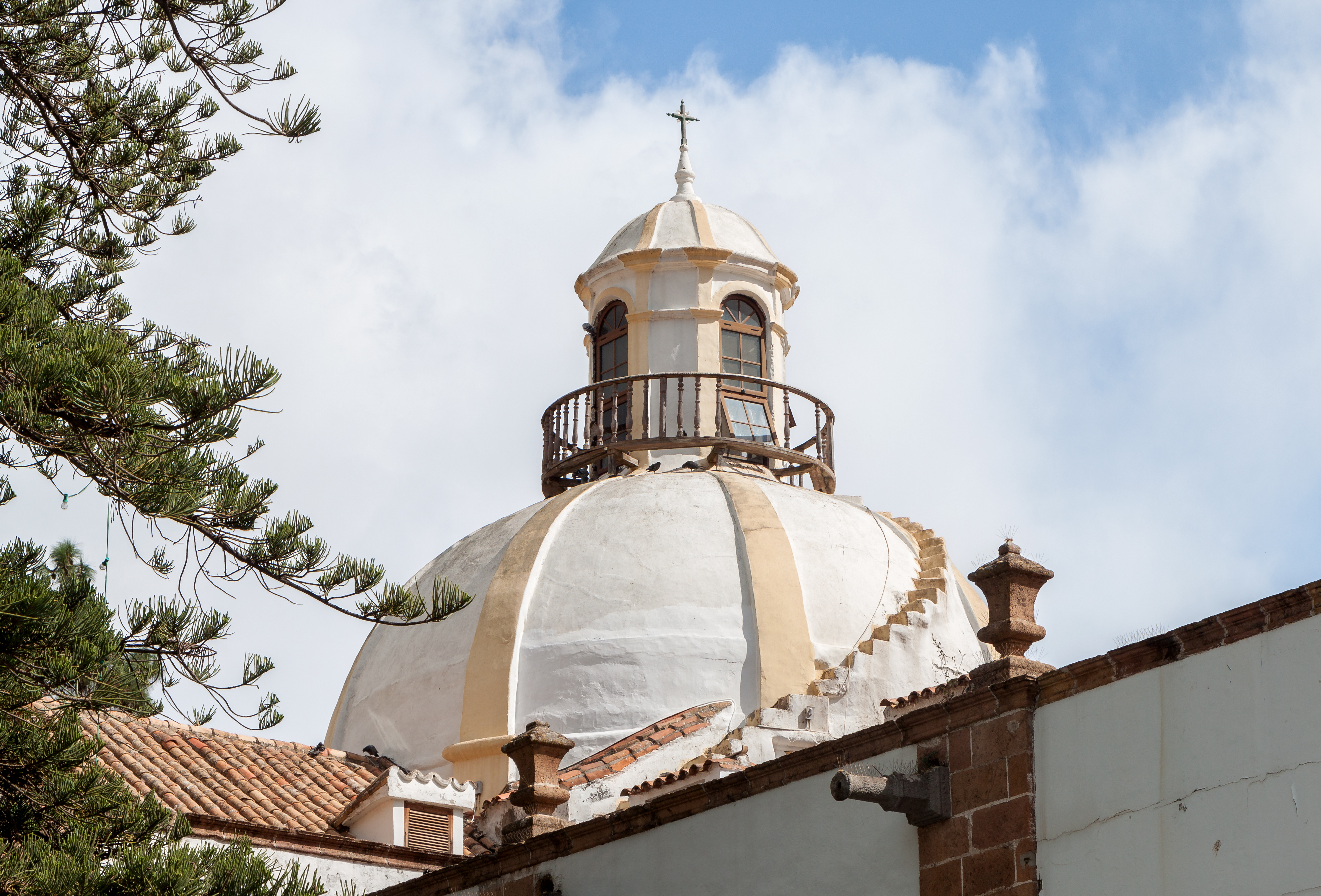
Basilika "Nuestra Señora del Pino", cupola
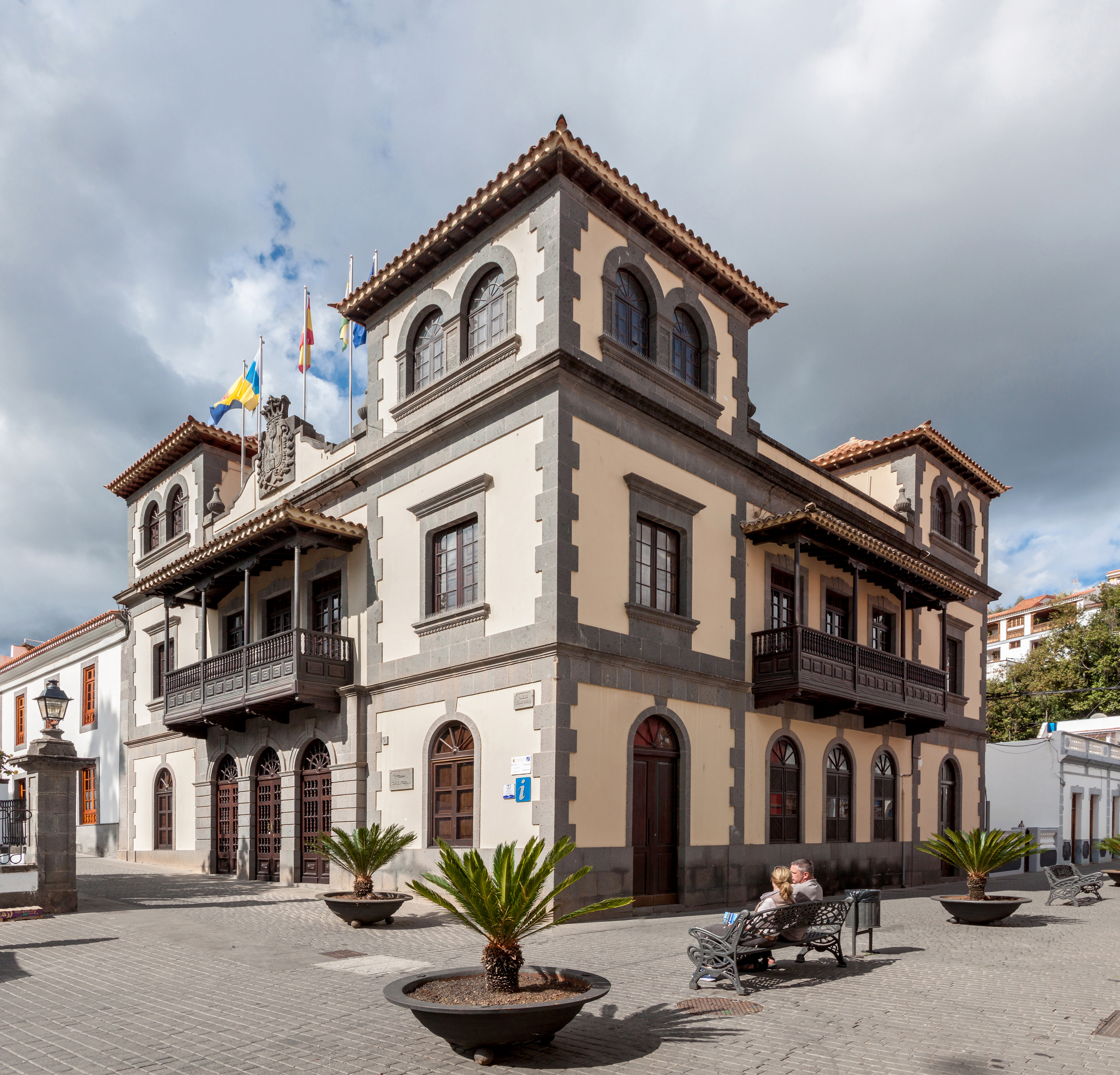
Ayuntamiento
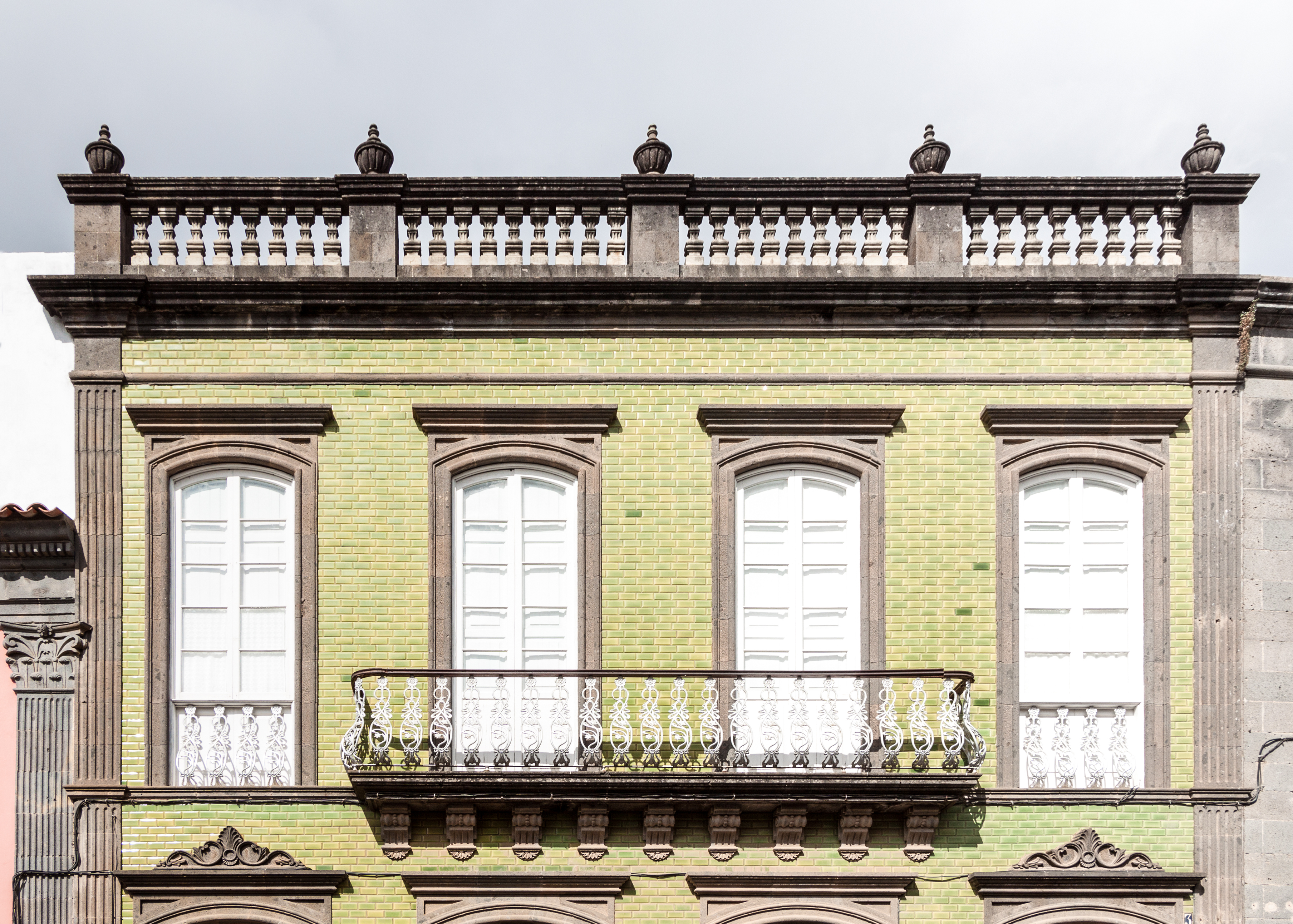
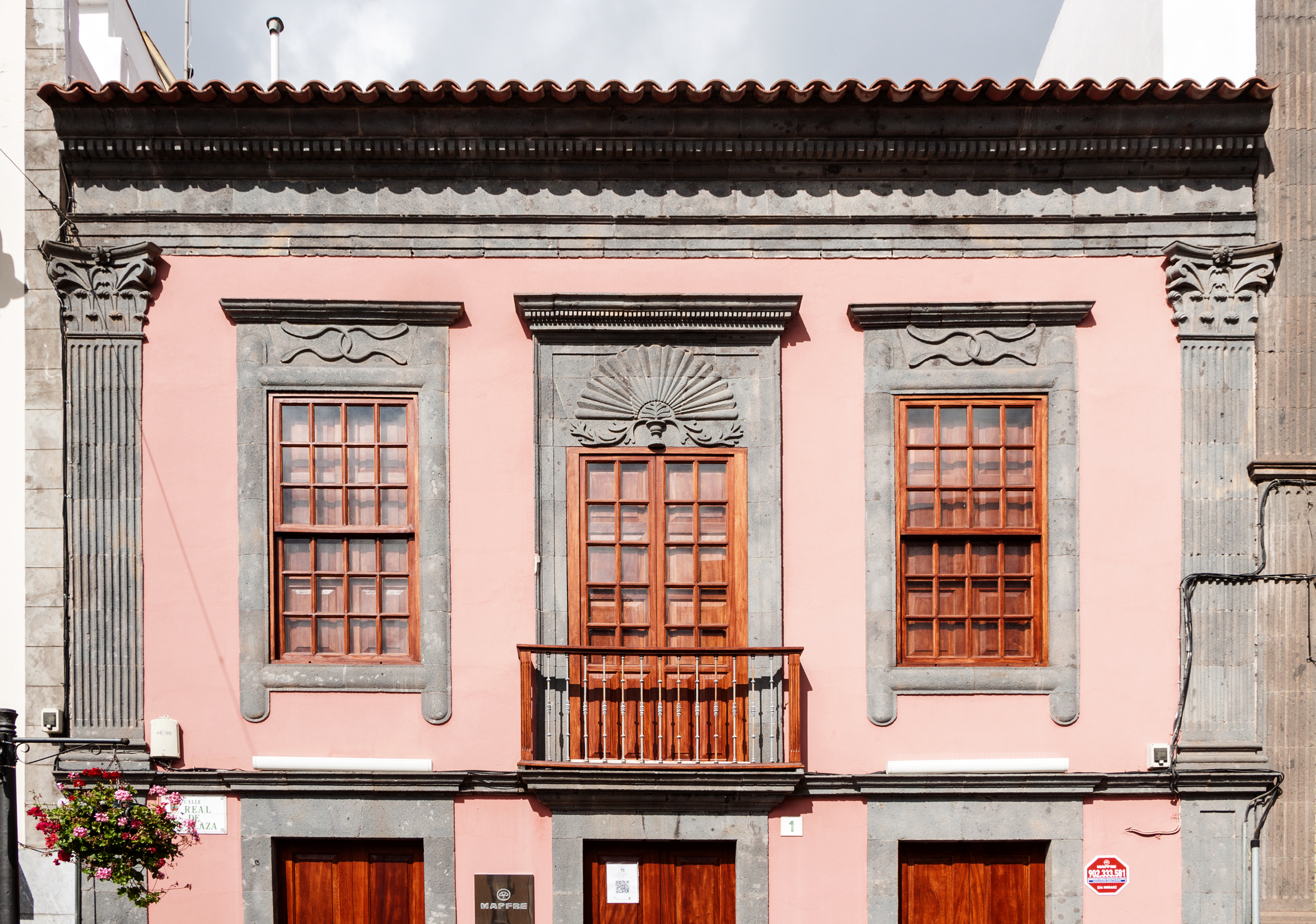
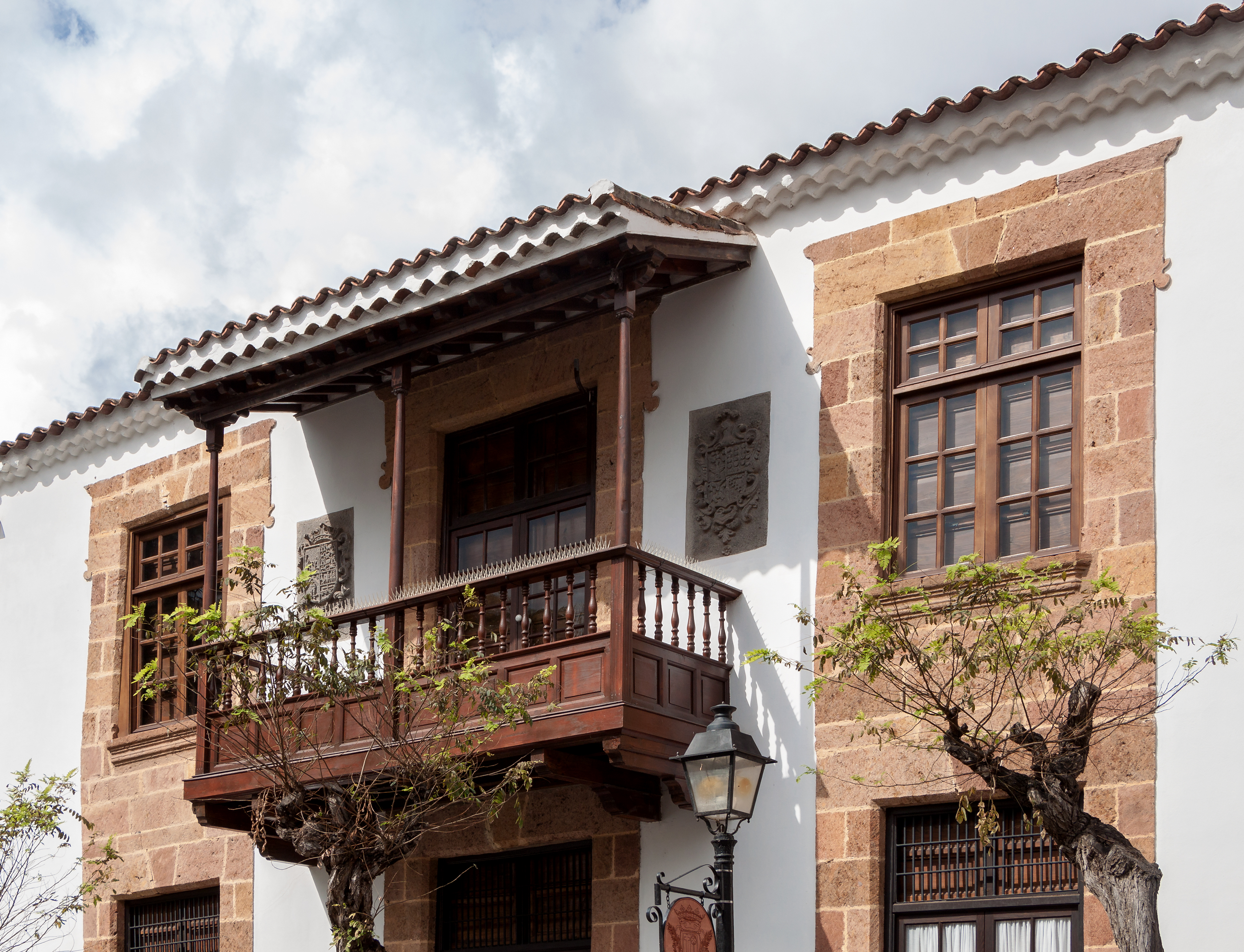
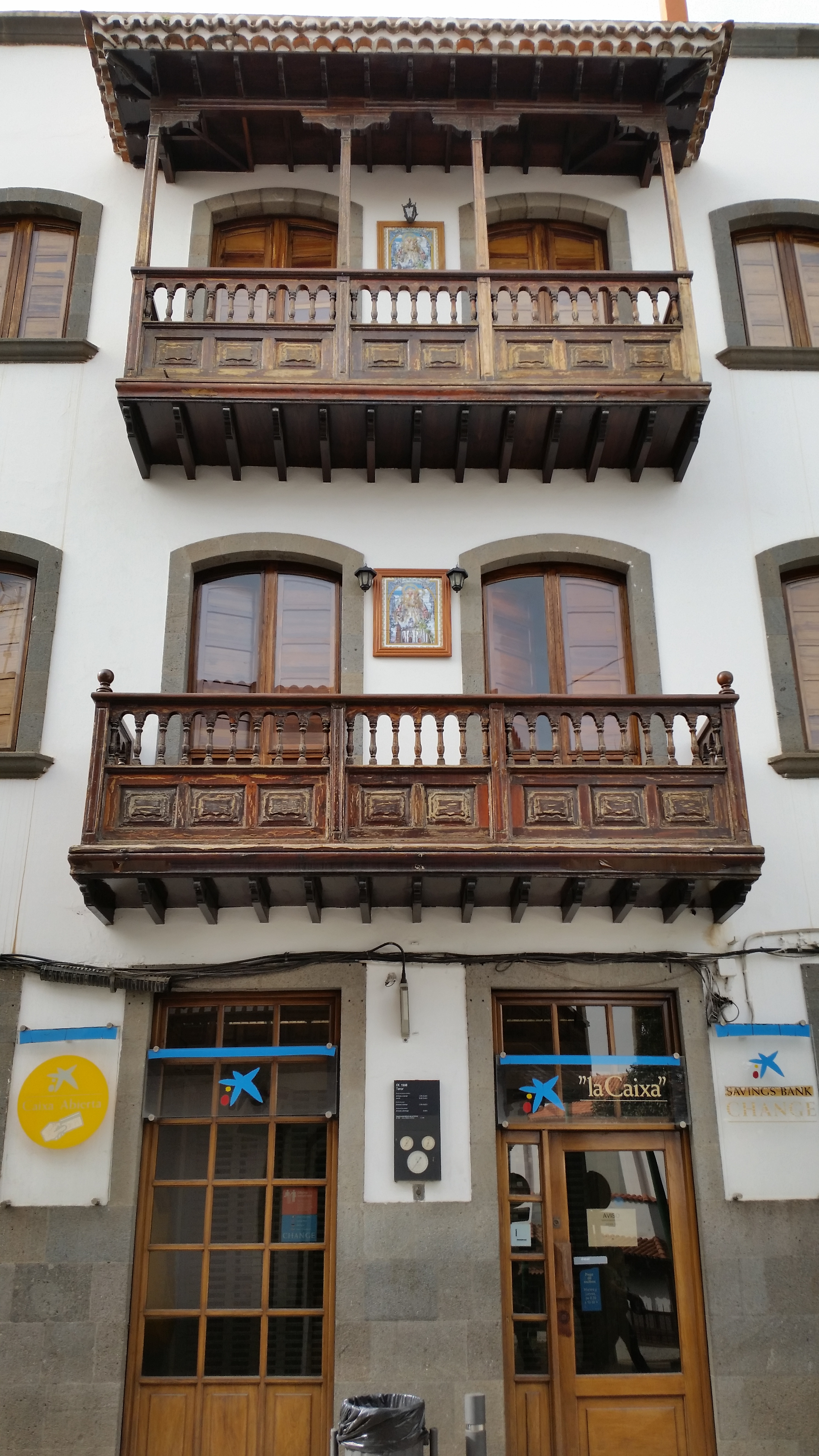
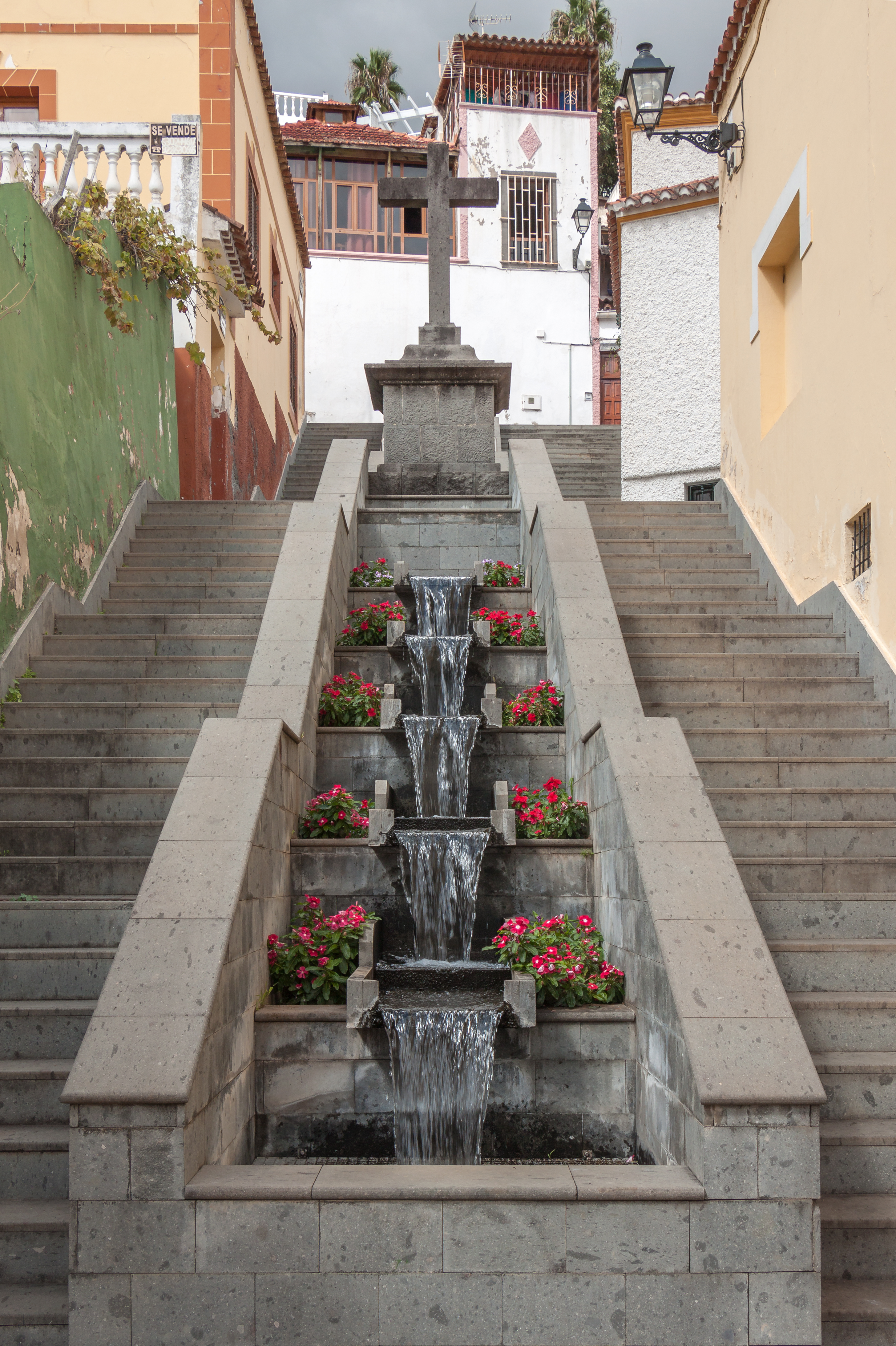
Calle de la Diputación